# Palacio Senatorial
El Palazzo Senatoriale, también conocido como Palazzo Senatorio, era un edificio en la Piazza Duomo de la ciudad de Messina.

## Historia
El palacio fue iniciado en 1602 por Andrea Calamech y terminado por Giacomo Del Duca. Después de la revuelta antiespañola de Messina en 1678, se abolió el Senado de Messina y se decretó su demolición; en su lugar se erigió la estatua de Carlos II de España.
La Loggia dei Mercanti se convirtió más tarde en el Palacio Senatorial «alla Marina», que fue destruido por el terremoto de 1783 .